# Эскадренные миноносцы типа «Кассар»
Тип «Кассар» (фр. Classe Cassard) — серия французских эсминцев УРО 1980-х годов. Были спроектированы как один из вариантов проекта C 70, предназначенный для обеспечения противовоздушной обороны.

## Строительство
Всего планировалось построить четыре корабля этого типа, но из-за проблем с поставками зенитных ракет для них, в итоге в 1982—1991 годах были построены только два.

## Служба
С июня 1988 года они, как и другие остававшиеся на вооружении французские эсминцы, были официально переклассифицированы во фрегаты. Оба корабля в 2001—2003 прошли малую модернизацию. Планировалось, что эсминцы типа «Кассар» останутся на вооружении до 2012 года, после чего их заменят в составе ВМС Франции новые корабли типа «Горизонт».

## Представители
| Название          | Номер | Закладка                              | Спуск на воду                         | Вступление в строй                    | Судьба                                     |                                       |
| ----------------- | ----- | ------------------------------------- | ------------------------------------- | ------------------------------------- | ------------------------------------------ | ------------------------------------- |
| Кассар Cassard    | D 614 | 3 сентября 1982                       | 6 февраля 1985                        | 28 июля 1988                          | Списан 15 марта 2019, ожидает утилизации   |                                       |
| Жан Бар Jean Bart | D 615 | 12 марта 1986                         | 19 марта 1988                         | 21 сентября 1991                      | Списан 31 августа 2021, ожидает утилизации |                                       |
| Курбэ Courbet     | D 616 | строительство отменено в конце 1980-х | строительство отменено в конце 1980-х | строительство отменено в конце 1980-х | строительство отменено в конце 1980-х      | строительство отменено в конце 1980-х |
| —                 | D 617 | строительство отменено в конце 1980-х | строительство отменено в конце 1980-х | строительство отменено в конце 1980-х | строительство отменено в конце 1980-х      | строительство отменено в конце 1980-х |